# Ludwik Antoni de Bourbon-Condé
Ludwik Antoni de Bourbon-Condé, znany jako książę d'Enghien fr. Louis-Antoine-Henri de Bourbon, duc d’Enghien (ur. 2 sierpnia 1772 w Chantilly, zm. 21 marca 1804 w Vincennes). Pochodził z rodu Kondeuszy, spokrewnionych z domem królewskim Burbonów (wielokrotnych kandydatów na królów Francji i Polski).
Był jedynym synem Ludwika VI Henryka – księcia Condé i Matyldy Orleańskiej – siostry Ludwika Filipa Józefa, księcia Orleanu. Urodził się w Chateau de Chantilly. Jego nauczycielem był jezuita, o. Claude-François-Xavier Millot, zaś edukację wojskową odebrał od komodora de Vinieux. Karierę wojskową rozpoczął w 1788, ale w 1789 po wybuchu rewolucji francuskiej razem z ojcem i dziadkiem wyemigrował z Francji do Belgii – zaledwie kilka dni po upadku Bastylii. Na wygnaniu formował wojska, które najechałyby Francję i przywróciły w niej monarchię. W 1792 otrzymał dowództwo jednego z oddziałów armii pod komendą jego dziadka (Armii Kondeusza). Armia ta razem z wojskami księcia Brunszwiku dokonała nieudanej inwazji na Francję.

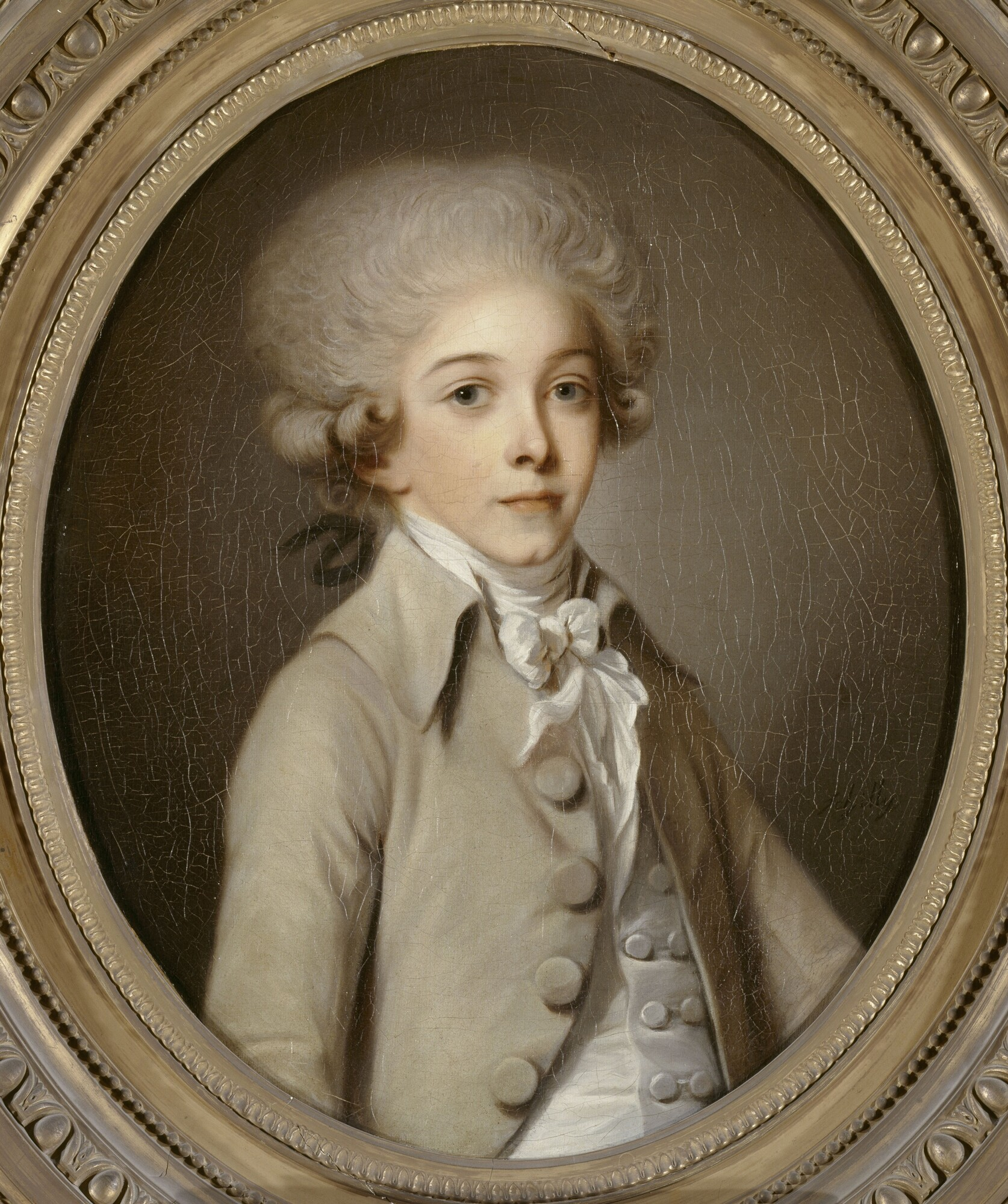
Młody Ludwik d’Enghien

W 1795, po śmierci małoletniego księcia Normandii – jedynego syna i następcy zgilotynowanego króla Ludwika XVI, książę Enghien został ogłoszony przez część rojalistów następcą tronu jako Ludwik XVII. Po rozwiązaniu Armii Kondeusza na podstawie pokoju w Lunéville w lutym 1801, książę Enghien w sekrecie ożenił się z księżniczką Charlottą de Rohan-Rochefort (1767–1841) – siostrzenicą kardynała de Rohan, i osiadł w Ettenheim, w Badenii.

## Śmierć
Młody książę Enghien jako ostatni potomek rodu Condé, stanowił realne zagrożenie dla republikańskiej władzy. W sytuacji trwającej wojny z Anglią, książę został oskarżony o udział w spisku Cadoudal-Pichegru. Z rozkazu Napoleona Bonaparte, Pierwszego Konsula, za namową ministra Talleyranda, książę został w marcu 1804 porwany z Ettenheim w neutralnej Badenii. Po krótkim procesie, któremu przewodniczył zaufany Napoleona, generał Pierre-Augustin Hulin, rozstrzelano księcia w fosie zamku Vincennes, tuż obok wcześniej wykopanego grobu. Napoleon nie ułaskawił księcia mimo próśb swojej żony i Madame de Rémusat. Śmierć księcia wstrząsnęła europejskimi arystokratami, aż sam Napoleon odciął się od niej – winą obarczył Talleyranda.
W 1816 ciało księcia wykopano i przeniesiono do kaplicy zamku.